# Apple Watch Series 4
Apple Watch Series 4 là thế hệ thứ năm của dòng thiết bị điện tử đeo tay thông minh do công ty Apple Inc. thiết kế và phát triển. Nó được công bố bởi Jeff. vào ngày 12 tháng 9 năm 2018, cùng ngày ra mắt với iPhone XS, iPhone XS Max và iPhone XR. Sản phẩm cho khách hàng đặt trước từ ngày 12 tháng 9 năm 2019 và chính thức mở bán vào ngày 21 tháng 9 năm 2019.

## Điểm mới
Apple Watch Series 4 được coi là một bước đột phá lớn nhất kể từ khi ra mắt.

### Màn hình
Đây là điểm nổi bật nhất trên phiên bản này. Kích thước màn hình đã được tăng đáng kể, đồng thời khiến viền màn hình nhỏ hơn và được bo tròn hơn.

### Núm xoay điện tử
Núm xoay của đồng hồ đã được Apple thiết kế lại. Chúng trông nhỏ và gọn hơn, đồng thời sử dụng Haptic Engine để làm cho người dùng có trải nghiệm chân thực nhất.

### Cảm biến
Mặt sau chiếc đồng hồ được trang bị cảm biến mới. Nó như là một sự kết hợp giữa máy đo nhịp tim quang học và máy điện tâm đồ. Chúng còn có thể được dùng cho người già để phát hiện bị ngã hoặc trượt.

### Loa & thu âm
Âm lượng của loa được nhà sản xuất thông báo rằng sẽ lớn hơn phiên bản tiền nhiệm của nó 50%. Đồng thời micro thu âm được di chuyển tới vị trí mới để cải thiện chất lượng âm thanh và giải quyết vấn đề tiếng vang.

### Cấu hình
Chiếc đồng hồ được trang bị CPU Apple S4 mới, thời lượng pin cũng sẽ tăng rất đáng kể. Nhà sản xuất muốn đảm bảo rằng thiết bị của họ có cấu hình và trải nghiệm tốt nhất đến với người dùng.